# Hilfskrankenhaus Oldenburg in Holstein
Das Hilfskrankenhaus in Oldenburg (i. Holstein) war ein nicht vollendetes Krankenhaus. Es befand sich unter der Sporthalle an der Carl-Maria von Weber-Straße. Mit der offiziellen Fertigstellung nach dem Kalten Krieg 1995 dürfte die Anlage der letzte Hilfskrankenhausneubau in Deutschland gewesen sein.

## Geschichte
Die Planungen für das Hilfskrankenhaus begannen schon in den 1970er Jahren, verzögerten sich jedoch aufgrund von Problemen bei der Finanzierung immer wieder. 1992 hielt der Bürgermeister von Oldenburg noch an einem Bau der Anlage fest. Von Seiten der Bundesregierung wurde der Bau vorerst vorangetrieben, weil das Krankenhaus das erste seiner Art in der Region würde und damit eine Versorgungslücke schließe. Der Start der Bauarbeiten war in den 1990er Jahren, die Bauarbeiten endeten 1997. Die Anlage wurde nie als Krankenhaus ausgestattet, der Innenausbau beschränkte sich auf Wasch- und Toilettenstationen. Im Jahr 1998 wurden die Arbeiten an der Anlage eingestellt. Das Hilfskrankenhaus ging nie in Betrieb, sondern wird seit seiner Freigabe als Lagerfläche genutzt.

## Technisches
Die Anlage hat einen Grundriss von 45 × 50 m und liegt 4,5 m unter der Oberfläche. Sie verfügt über einen Schiffsdieselmotor als Notstromaggregat.